# Drinne
Drinne ist das vierte reguläre Studioalbum von B-Tight. Im Gegensatz zu seinen früheren Veröffentlichungen handelt es sich um ein Album, das im Alternative Rock beziehungsweise im Alternative Metal anzusiedeln ist. Es entstand unter Mithilfe der Alternative-Rock-Band Emil Bulls und erschien am 28. September 2012 über Raid Records (im Vertrieb von Groove Attack).

## Entstehungsgeschichte
B-Tight hatte nach Goldständer ein weiteres Album im gewohnten Hip-Hop-Stil aufgenommen, aber dann wieder verworfen, weil ihm die Musik zu wenig originell erschien. Über eine gemeinsame Freundin lernte er Christoph von Freydorf von den Emil Bulls kennen. Dieser schickte ihm einen rockigen Beat, über den B-Tight rappte. Da dieses Experiment funktioniert hatte, flog B-Tight nach München und zusammen nahmen sie mehrere Tracks auf. Zudem ging B-Tight zusammen mit Freydorfs Band auf Tour. Die Zusammenarbeit weitete sich anschließend auf ein ganzes Album aus. Neben von Freydorf trugen auch Bonny G. Assan und René Lipps zur rockigen Note bei. Fünf Songs dieses Albums wurden von den beiden Letztgenannten komponiert und eingespielt.
Die einzelnen Songs entstanden nach folgendem Muster: Freydorf spielte die erste Version meist als Playback ein und sandte sie anschließend an B-Tight. Gemeinsam im Studio programmierten sie daraus einen Song am Computer und fügten den Rap von B-Tight hinzu. Erst wenn der Song soweit fertig war, wurde mit richtigen Instrumenten im Studio aufgenommen. Als Gitarristen spielten dabei Freydorf selbst und Fabian Mallmann von der Blue Man Group mit. Den Bass übernahmen James Richardson von den Emil Bulls und Bonny G. Assan, Schlagzeuger war Klaus Kössinger von den Emil Bulls. Beathoavenz-Produzent DJ Perez übernahm die Scratches. Während die Grundstruktur in Freydorfs privatem Studio eingespielt wurde, wurde das Schlagzeug in den Weltraumstudios München aufgenommen.

## Features
Als Feature-Gäste sind Sido und Harris unter dem Projektnamen „Deine Lieblingsrocker“ in Anlehnung an ihr gemeinsames Projekt Deine Lieblings Rapper auf dem Titel Mary Jane, einer Marihuana-Hommage, vertreten. Der Rapper Shizoe ist mit drei Gastbeiträgen bei Hawaii, Tittenmaus und Albtraum vertreten. Weitere Features sind Shrödaz (Schaumparty) und Metrickz (Fame).

## Musikstil
Der Musikstil des Albums lässt sich im Grunde mit dem Crossover der 1990er Jahre vergleichen. Von Freydorf nennt in einem Juice-Interview auch den Judgment-Night-Soundtrack als Inspiration. Seiner Ansicht nach hat diese Musikrichtung zu Unrecht einen negativen Stempel erhalten und so sah er das Album auch als Chance sein „eigenes Judgment Night [zu] kreieren“. B-Tights Texte sind im Vergleich zu seinen teilweise indizierten früheren Alben deutlich gemäßigter. Zum einen wollte er kein weiteres Index-Album aufnehmen, zum anderen war es ihm wichtig, mit einem anderen Anspruch an sein neues Projekt heranzugehen und nicht „immer dieselbe Rotze“ zu rappen.

## Veröffentlichungen
Das Album erschien in mehreren Versionen. Eine normale Edition beinhaltet die 13 Titel des Albums, während eine Premium Edition als Doppel-CD erschien, die sechs weitere Lieder enthielt. Eine Limited Edition enthielt zusätzlich noch ein T-Shirt, eine Autogrammkarte und ein Poster. Des Weiteren ist das Album auch als Download zu erwerben.

## Titelliste
1. Drinne – 3:17
2. Wenn ich komme – 2:54
3. Mary Jane feat. Deine Lieblingsrocker – 3:44
4. Tittenmaus feat. Shizoe – 3:21
5. Fame feat. Metrickz – 3:35
6. Die Zeit heilt nichts – 4:09
7. Sie verführt mich – 3:03
8. Schaumparty feat. Shrödaz – 3:32
9. Hawaii feat. Shizoe – 3:46
10. Blitzlicht – 3:30
11. Albtraum feat. Shizoe – 2:56
12. Fesseln – 3:35
13. Biest – 3:13

Premium Edition

1. Drinne (Remix von Blocktunes) – 2:53
2. Tittenmaus II – 3:29
3. Mary Jane (Remix) – 2:41
4. Shrödaparty – 3:22
5. Greif zu – 2:43
6. Schaumparty (Remix) – 2:58

## Erfolg
Das Album erreichte in der Startwoche Platz Nummer 60 der deutschen Albencharts.

## Rezension
Das Rappers.in startet seine Rezension mit den Worten von B-Tight: „Keinen Bock mehr auf 'normalen' Sprechgesang, deshalb rappe ich jetzt auf Rockbeats, das ist kreativer.“ In der Folge stellte sich der Autor die Frage, ob das originell sei und beantwortete sie sich mit nein. Allerdings führte er weiter aus: „So wenig innovativ das zwar auch sein mag, so sehr geht das Konzept einfach auf und so sehr gehen einige der Songs auf Drinne auch nach vorne.“ Er zieht deshalb das Fazit, dass es B-Tight nach langer Zeit wieder schaffte, dem Hörer den Spaß an der Musik zu vermitteln. Musikalisch hätte es für den Autor auf kompletter Albumlänge mehr in Richtung poppigeren Rock wie bei Wenn ich komme und Tittenmaus gehen dürfen.
Der Autor von Metalglory.de schreibt, dass er mit Hip-Hop und Rap eigentlich nichts am Hut hätte. Rein instrumental betrachtet böte Drinne jedoch genügend Stoff, um mit Bands wie Limp Bizkit oder Linkin Park in einen Topf geworfen zu werden. Wenn man dazu noch mit Hip-Hop und Rap etwas anfangen könne, käme man ganz auf seine Kosten. Er resümiert: „Man mag nun von Kiffer-Texten, (billigen) Sex-Anmachsprüchen oder gewissen Lebensweisheiten in Liedern halten was man will, doch in Verbindungen mit diesen heftigen Gitarren als auch coolen rockigen Drums und somit dem Mix aus Nu Metal-Rap/Rock, (Industrial)Samples und Alternative Rock, reißt es einen förmlich mit.“
Oliver Paßgang von powermetal.de bewertet das Album eher negativ: „Wer auf deutschen Hip Hop steht, wird bessere und intelligentere Rapper oder, im anderen Extrem, auch deutlich lustigere derbe Vertreter finden. Wer den Alternative-Metal-Mix der Emil Bulls mag, sollte zu irgendeiner ihrer zahlreichen guten Platten greifen. Die Party-Nummern kann man an einem geselligen Abend mal laufen lassen, den Rest sollte man entgegen des [sic!] Albumtitels eher „Draußen“ lassen.“